# Збігнев Горайський

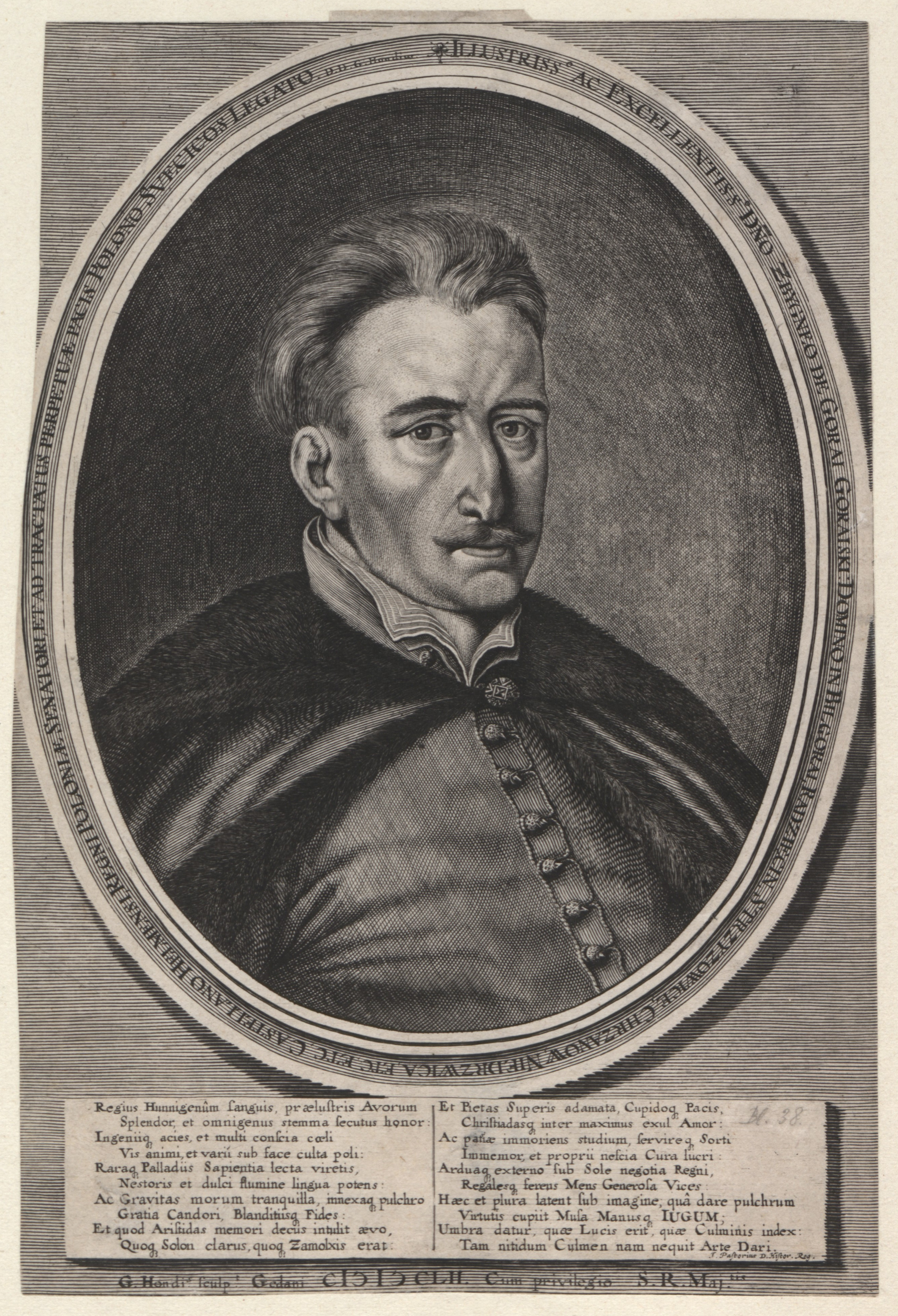
Збігнев Горайський. Портрет Вільгельма Гондіуса

Збіґнев Горайський гербу Корчак (? — кін. квітня 1655) — шляхтич, урядник Королівства Польського руського походження. Представник роду Горайських. каштелян київський, холмський.

## Життєпис
Батько — кальвініст Адам Горайський. Мати — дружина батька Катажина Слупецька, донька очільника люблінських кальвіністів Станіслава Слупецького. Після передчасної смерті батька його опікуном став стрийко Петро. Після навчання у Ґданську (1607) поїхав продовжувати здобувати освіту в протестантських університетах (Гайдельберґ (1613), Базель (1615), Лейден 1616). Потім в основному подорожував Європою, зрідка на нетривалий час повертаючись додому для залагодження майнових справ.
Після Цецори власним коштом спорядив 3 корогви, брав участь в Хотинській війні (єдина його військова виправа). У 1623 отримав «титул» королівського покойового, після чого знову поїхав до Європи (навчався у Парижі 1623, Падуї 1625). У 1626 з Венеції через грецькі острови добрався до Алексадрії, звідти Нілом до Каїру, де пробув кілька тижнів. Через Геллеспонт у 1627 добрався до Царгороду, звідти через Італії, Мультани, Сербію — до Польщі.
27 лютого 1642 король на знак вдячності за працю та фінансові втрати надав йому вакантне після смерті Радзейовського Кам'янське староство.
У 1630 році одружився з Теофілією, донькою белзького воєводи Рафала Лещинського. Діти:
- Софія — кальвіністка, дружина Адама Суходольського, по його смерті — галицького підкоморія, кальвініста Яна Теодорика Потоцького[2]